# 切雷托拉齐亚莱
切雷托拉齐亚莱（義大利語：Cerreto Laziale）是意大利拉齐奥大区罗马首都广域市的一个市镇，面积11.8平方公里，人口1,077人（2004年）。